# Пуц, Стоян
Стоян Пуц (словен. Stojan Puc; 9 апреля 1921, Ново-Место — 29 января 2004, Крань) — словенский, ранее югославский, шахматист, почётный гроссмейстер (1984). 

## Шахматная карьера
Победитель IX Шахматной Олимпиады в составе команды Югославии (1950). Участник 17 чемпионатов Югославии; лучшие результаты: 1947 и 1951 — 3-е; 1961 — 2—4-е места.
Лучшие результаты в международных турнирах: Рогашка-Слатина (1948) — 2-е; Вена (1949) — 1—2-е; Дортмунд (1951) — 5—6-е; Крыница-Здруй (1956) — 2—4-е; Порторож (1957) — 2—5-е; Сараево (1957 и 1960) — 1-е и 1—2-е; Нови-Сад (1962) — 3-е места.

## Изменения рейтинга
| Графики недоступны из-за технических проблем. См. информацию на Фабрикаторе и на mediawiki.org. |